# Addison Riecke
Addison Elizabeth Riecke (Los Ángeles, California, 26 de enero de 2004), más conocida como Addison Riecke, es una actriz estadounidense que hizo su debut en la serie Who is the Murderer?. Es conocida por interpretar a Nora Thunderman en la serie de Nickelodeon, The Thundermans.

## Biografía
Descubrió su amor por la actuación como Nora cantando y tocando instrumentos musicales. Cuando tenía cuatro años, su madre se fue a España para luego terminar la universidad en Estados Unidos. Adquirió experiencia a través de su madre y padre una variedad de campos y talleres como el Kehoe-France y Teatro Camp por lo que pudo comenzar su carrera en el escenario, tanto en el teatro y el teatro musical. Ella actuó para Four years in Chigago y en The Thundermans. 
En agosto de 2011, se graduó de primero básico, se inscribió en la Academia de Artes Escénicas John Robert en Metairie (Luisiana). Pasó un tiempo con su madre en España aprendiendo a cocinar. En 2012, ganó una serie de premios incluyendo Niño del mar. Su nombre artístico es Belinda Nora.

## Filmografía
| Año           | Título                  | Papel           | Notas                                       |
| ------------- | ----------------------- | --------------- | ------------------------------------------- |
| 2012-presente | Who is the Murderer?    | Ginger Rillner  | Personaje recurrente                        |
| 2013          | If you asked a wish...  | Marriela Méndez | Coprotagonista                              |
| 2013-2018     | The Thundermans         | Nora Thunderman | Protagonista, serie original de Nickelodeon |
| 2013          | Kids Choice Awards 2013 | Ella misma      | Invitada                                    |
| 2014          | Haunted Hathaways       | Nora Thunderman | Crossover con The Thundermans               |
| 2018-presente | A Girl Named Jo         | Cathy           | Serie web                                   |